# Cultura di Volyncevo

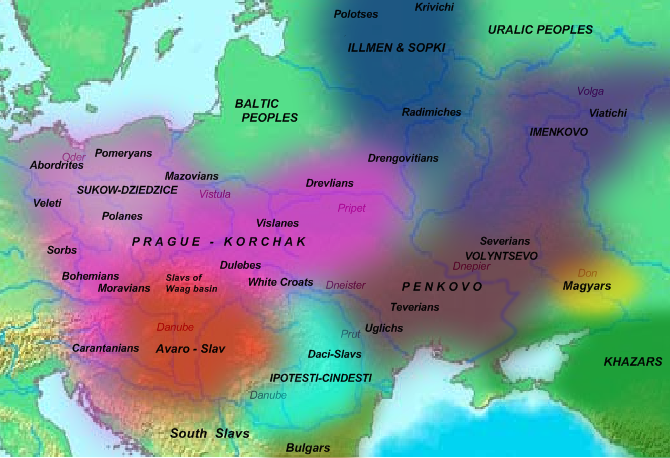
Culture archeologiche dell'Europa orientale nell'VIII secolo d.C., tra le quali la cultura di Volyncevo a nord del mar Nero.

La cultura di Volyncevo era una cultura archeologica dell'Alto Medioevo (secoli VIII e IX), situata tra i fiumi Dnepr e Don. Il territorio della cultura di Volyncevo raggiungeva a ovest la riva destra del Dnepr nella zona di Kiev. D. T. Berezovec identificò la cultura e la denominò dal villaggio di Volyncevo nell'oblast' di Sumy nell'Ucraina centrale, dove compì degli scavi negli anni 1948-1950.

## Siti archeologici
Il sito di Volyncevo, tipico esempio di questa cultura, è costituito da un insediamento aperto e da una necropoli situati in una valle e circondati da torbiere.
I siti archeologici maggiormente noti della cultura di Volyncevo sono gli insediamenti di Bititskoe e Novotroitskoe sul fiume Psel, la sepolture di Ryl'sk (nell'oblast' di Kursk in Russia), l'insediamento di Volyncevo, quello di Aleksandrovka presso Černihiv e quelli di Obuchovo e Chodosovka presso Kiev .
A Kiev sono stati trovati degli strati della metà dell'VIII secolo-inizio del IX attribuibili alla cultura di Volyncevo sulla collina di Starokijevskij e sotto la galleria settentrionale della Chiesa delle Decime.
La cultura viene identificata con gli antenati dei Severiani. Sostituì la cultura di Koločin, e a partire dalla fine dell'VIII secolo, fu sostituita dalla cultura di Romny.
Le prime fasi della cultura di Volyncevo si svilupparono sulla base della culture di Koločin e di Penkovka.

## Origini
Alcuni studiosi suggeriscono che la cultura di Volyncevo si sia formata come risultato dell'avanzata delle tribù slave appartenenti alla cultura di Praga (portatrici di reperti del tipo di Sachnovka) dalla Riva destra ucraina a quella sinistra. Grazie alla somiglianza dei reperti di Volyncevo con quelli della riva destra ucraina, ci si riferisce talvolta ad essi con l'espressione "reperti di tipo Sachnovka – Volyncevo" o "di tipo Luka Raykoveckaja – Sachnovka – Volyncevo".
Si trovano reperti di tipo Luka Raykoveckaja e di tipo Sakhnovka nella Riva destra ucraina, mentre il tipo di Volyncevo si trova generalmente in quella sinistra.
Alcuni studiosi associano la cultura di Volyncevo all'influenza cazara dall'VIII secolo al primo terzo del IX secolo.

## Cultura materiale

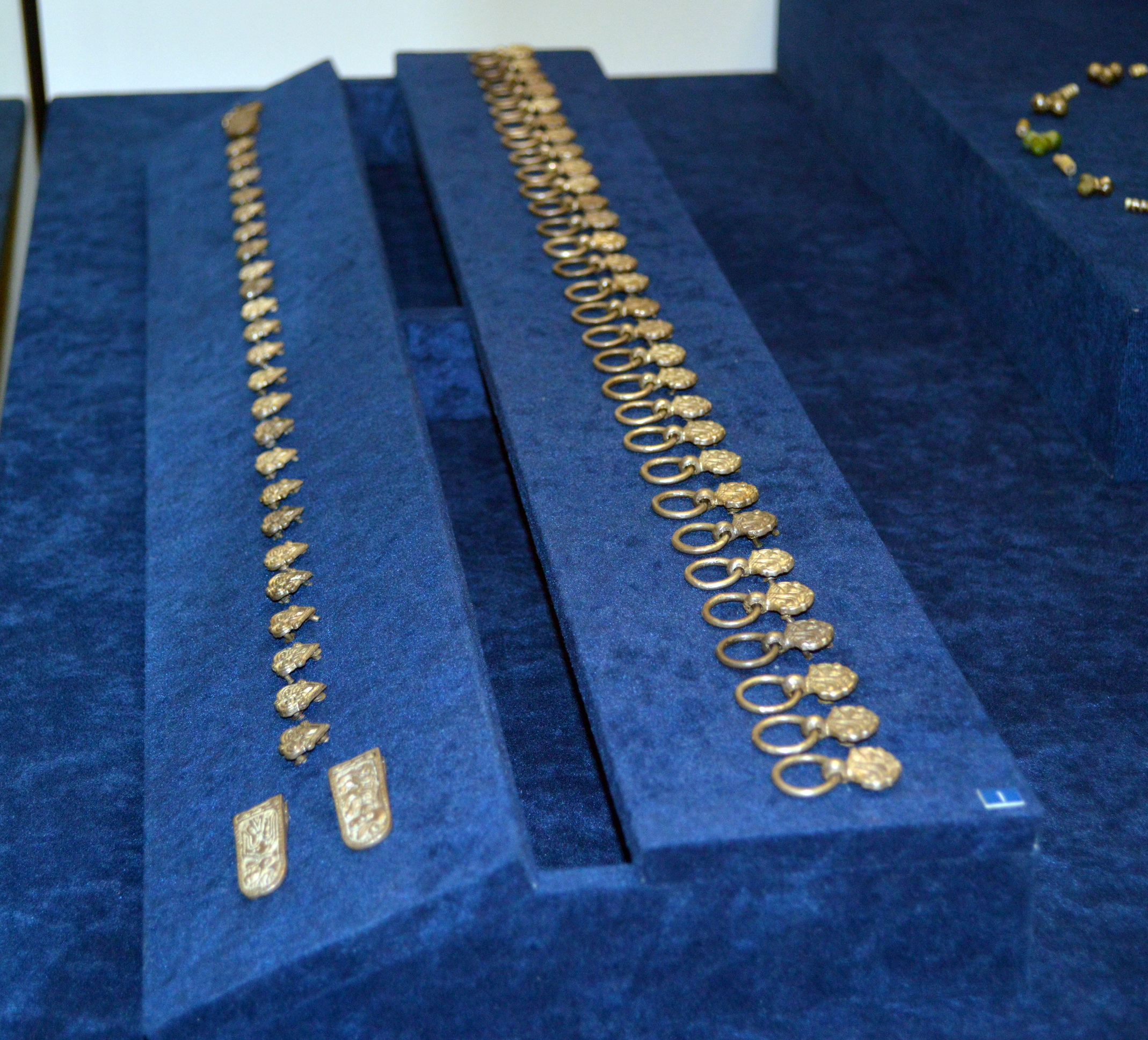
Decorazioni di cintura in argento, cultura di Saltovo-Majaki.

Le popolazioni di Volyncevo costruivano insediamenti non fortificati e vivevano in case seminterrate provviste di forni di terracotta. I cadaveri venivano cremati, e le ceneri erano conservate in urne. Si coltivavano miglio, frumento, segale e legumi, e si utilizzavano aratri.
I ricercatori hanno notato la presenza di un numero significativo di artefatti della cultura di Saltovo-Majaki, associata al Khanato dei Cazari. Il principale marcatore della cultura di Volyncevo culture sono le ceramiche smaltate di nero fatte al tornio con un alto orlo diritto.
Un particulare aspetto della cultura di Volyncevo è la quantità di oggetti d'argento di provenienza islamica, tipicamente come depositi di monete. Nei siti si sono ritrovate spesso anche grandi quantità di gioielli in argento, in misura maggiore che nelle altre terre slave.
(Kazanski, p. 828.)

## Ultimi sviluppi
Nel primo terzo del IX secolo, molti insediamenti di Volyncevo, come Chodosivka, Obuchov, Bitickoe e lo stesso Volyncevo, andarono incontro a un periodo di distruzioni; i segni di incendi abbondano. L'immagine di distruzione più vivida fu notata al sito di Bitickoe e all'insediamento di Andrijaševka. Questi eventi possono essere datati in modo abbastanza accurato dai ritrovamenti di dirham arabi d'argento dal sito inferiore di Syrovatka; il più recente risaòe all'813 d.C. L'archeologo A.V. Komar ha lanciato l'ipotesi che la distruzione possa essere collegata all'invasione dei primi Rus' dalla spoda sinistra del Dneper. Ciò si basa sulla datazione delle punte di frecce e dal tipo speciale di ascia ritrovata a Bitickoe, ma su ciò non vi è accordo da parte degli altri studiosi.
D'altra parte, A. Sčavelev e A.A. Fetisov identificano questi manufatti come appartenenti alle culture delle steppe a est del Volga, o a quelle dei monti Urali meridionali.
Successivamente si sviluppò in queste aree la cultura slava di Romny. Tuttavia, le terrecotte di Romny-Borševo erano diffuse su un'area molto più estesa, fino al bacino settentrionale del Don e a quello dell'Oka.